# Явление Ломоносова

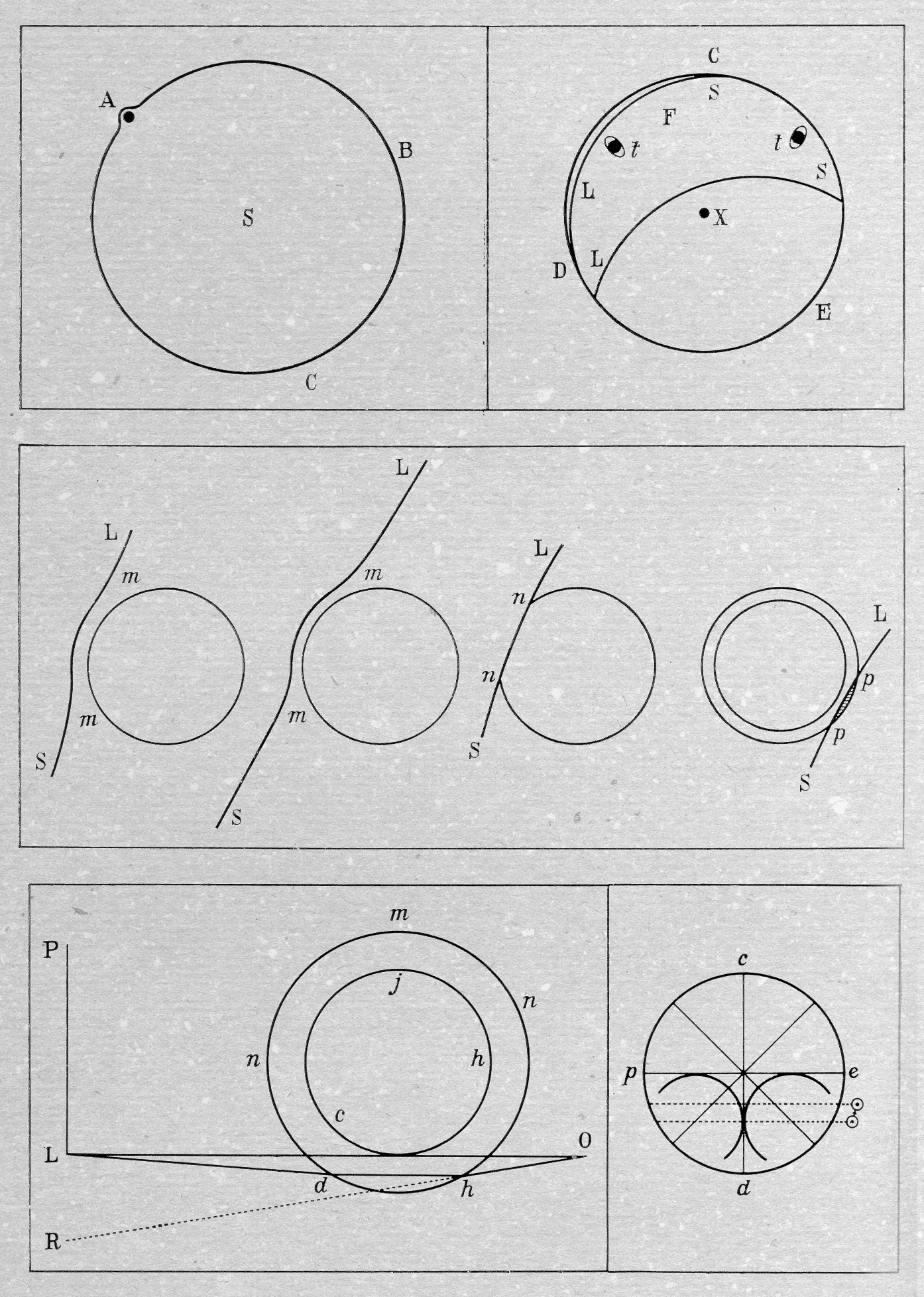
Рисунок 1761 года, выполненный Михаилом Ломоносовым в его работе по открытию атмосферы Венеры

Явление Ломоносова — оптический эффект, возникающий при прохождении Венеры по диску Солнца, и свидетельствующий о наличии у неё атмосферы. Выглядит как тонкий светящийся ореол вокруг силуэта Венеры.
Явление возникает вследствие преломления солнечного света в верхних слоях атмосферы Венеры. Оно видно незадолго до так называемого второго и некоторое время после третьего контакта. Первым учёным, который заметил и правильно интерпретировал это явление, стал Михаил Васильевич Ломоносов при прохождении Венеры 6 июня 1761 года.
Явление наблюдается только у Венеры, а не у Меркурия, поскольку у последнего не имеется атмосферы.